# Piotr Petelenz
Piotr Petelenz – polski chemik, profesor nauk chemicznych.

## Życiorys
W 1971 r. ukończył studia chemiczne na Uniwersytecie Jagiellońskim, w 1975 r. obronił pracę doktorską, w 1979 r. habilitował się. W 1995 r. uzyskał tytuł profesora nauk chemicznych. Pracuje na Uniwersytecie Jagiellońskim.
Jest członkiem Komisji Filozofii Nauk PAU, oraz był członkiem Komitetu Chemii PAN.

## Odznaczenia
- Krzyż Kawalerski Orderu Odrodzenia Polski (2009)[3]